# Musaga
Musaga è un comune del Burundi situato nella provincia di Bujumbura Mairie con 46.114 abitanti (stima 2004)